# Enric Vilert i Butchosa
Enric Vilert i Butchosa (nascut el 13 de desembre de 1958) és un polític català, alcalde de Vilablareix i president de la Diputació de Girona.
Llicenciat en dret per la UNED el 1999, abans de dedicar-se a la política era director d'una sucursal bancària i militava al sindicat Unió General de Treballadors. Militant d'Esquerra Republicana de Catalunya, fou escollit alcalde de Vilablareix després de les eleccions municipals espanyoles de 1999, càrrec que va renovar a les eleccions municipals espanyoles de 2003 i 2007. El 2004 fou vicepresident de la Diputació de Girona i el 2007, gràcies a un acord amb el PSC-PSOE, aconseguí ser-ne nomenat President. El 2010 va mantenir una agra polèmica amb el grup dramàtic Teatre de Guerrilla, que li van dedicar l'obra de teatre Fum, una sàtira sobre la mediocritat dels polítics locals. El 2011 no es va presentar a la reelecció i ha treballat com a delegat comercial de Catalunya Caixa.